# Pensée positive
Ne doit pas être confondu avec Psychologie positive.
 (mai 2022).
La pensée positive désigne un mouvement pseudo-scientifique créé en 1952 par le pasteur Norman Vincent Peale et véhiculé dans les années 2010 par différents acteurs œuvrant dans le secteur économique du développement personnel. Les tenants de la pensée positive postulent qu'en s'appuyant sur l'autosuggestion (anciennement appelée méthode Coué), on pourrait se contraindre à devenir optimiste en toutes circonstances ce qui nous permettrait d'atteindre le bonheur, voire d'influencer « le destin ». Ce mouvement a ainsi donné naissance à la loi de l'attraction, une conception ésotérique proche de la pensée magique. Elle ne doit pas être confondue avec la psychologie positive, qui est une discipline de la psychologie. Certaines études montrent le côté néfaste de la pensée positive chez les personnes ayant une faible estime d'elles-mêmes, aggravant cette dernière,. Dans le cas des personnes ayant une bonne estime d'elles-mêmes, elle n'améliorerait pas significativement leur bien-être global. La pensée positive se base essentiellement sur la lecture de citations dites positives ou « inspirantes », sur la répétition de phrases supposées positives, la reformulation à la forme affirmative de phrases exprimant nos désirs ou nos rêves ou encore la visualisation de situations assimilées au bien-être. Certains acteurs de la pensée positive préconisent également de réduire les contacts voire couper les liens avec nos proches ne partageant pas la vision du mouvement et présentés de ce fait comme des « personnes négatives », voire comme des « personnes toxiques »,.

## Pensée positive et psychologie positive
La « psychologie positive » et la « pensée positive » ne doivent pas être confondues et ont des origines tout à fait différentes . La psychologie positive est un domaine de la psychologie, reconnu et développé par des psychologues professionnels, qualifiés. Le domaine se construit sur la base des recherches scientifiques publiées dans des revues révisées par les pairs (donc conformes aux pratiques acceptées dans la communauté scientifique). Mais la psychologie positive est aussi critiquée par une partie de la communauté scientifique à plusieurs niveaux.
En revanche, la « pensée positive » repose sur des ouvrages populaires et ne sont pas validés scientifiquement. Par exemple, La puissance de la pensée positive paru en 1952 est un classique du genre dont l’auteur, Norman Vincent Peale, était un pasteur protestant.  « Le secret » constitue un autre exemple plus récent d'ouvrage populaire, écrit par Rhonda Byrne, une productrice de télévision. Ces ouvrages ont eu un immense rayonnement, mais n’ont aucun fondement solide en psychologie scientifique.
Certaines critiques de la psychologie positive seraient attribuables à cette confusion entre la psychologie positive et la pensée positive.  Dans sa foire aux questions (à l'intention du grand public), le Positive Psychology Center de l'Université de Pennsylvanie dissipe la confusion :
« La psychologie positive est-elle assimilable à la pensée positive ? La psychologie positive se différencie de la pensée positive sur trois points importants. Premièrement, la psychologie positive repose sur des études scientifiques empiriques et reproductibles. Deuxièmement, la pensée positive nous incite à être positif partout et tout le temps, ce que la psychologie positive ne fait pas. La psychologie positive reconnaît que, malgré les avantages de la pensée positive, parfois la pensée négative ou réaliste est pertinente. Les études mettent en évidence que l'optimisme est associé à une meilleure santé, à la performance, la longévité et le succès social, mais il y a des preuves que, dans certaines situations, la pensée négative permet de réaliser des estimations plus justes, plus exactes, ce qui peut avoir des conséquences importantes. La pensée optimiste peut être associée à une sous-estimation des risques ». De l'ouvrage collectif déjà cité ci-dessus  : « La psychologie positive ne doit pas être confondue avec une psychologie naïve qui annihilerait tout sentiment de blues et d’inquiétude. (…)  Elle n’est donc pas une méthode Coué d’auto-persuasion selon laquelle tout va pour le mieux dans le meilleur des mondes » (p. 104).